# Hårig jordstjärna
Hårig jordstjärna (Geastrum melanocephalum) är en svampart som först beskrevs av Vasilij Matvejevitj Tjernjajev, och fick sitt nu gällande namn av V.J. Stanek 1956. Geastrum melanocephalum ingår i släktet jordstjärnor och familjen jordstjärnor.   Inga underarter finns listade i Catalogue of Life.
I den svenska databasen Dyntaxa används istället namnet Trichaster melanocephalus för samma taxon.  Arten är reproducerande i Sverige.